# Biserica de lemn din Ceaușești-Ștefănești

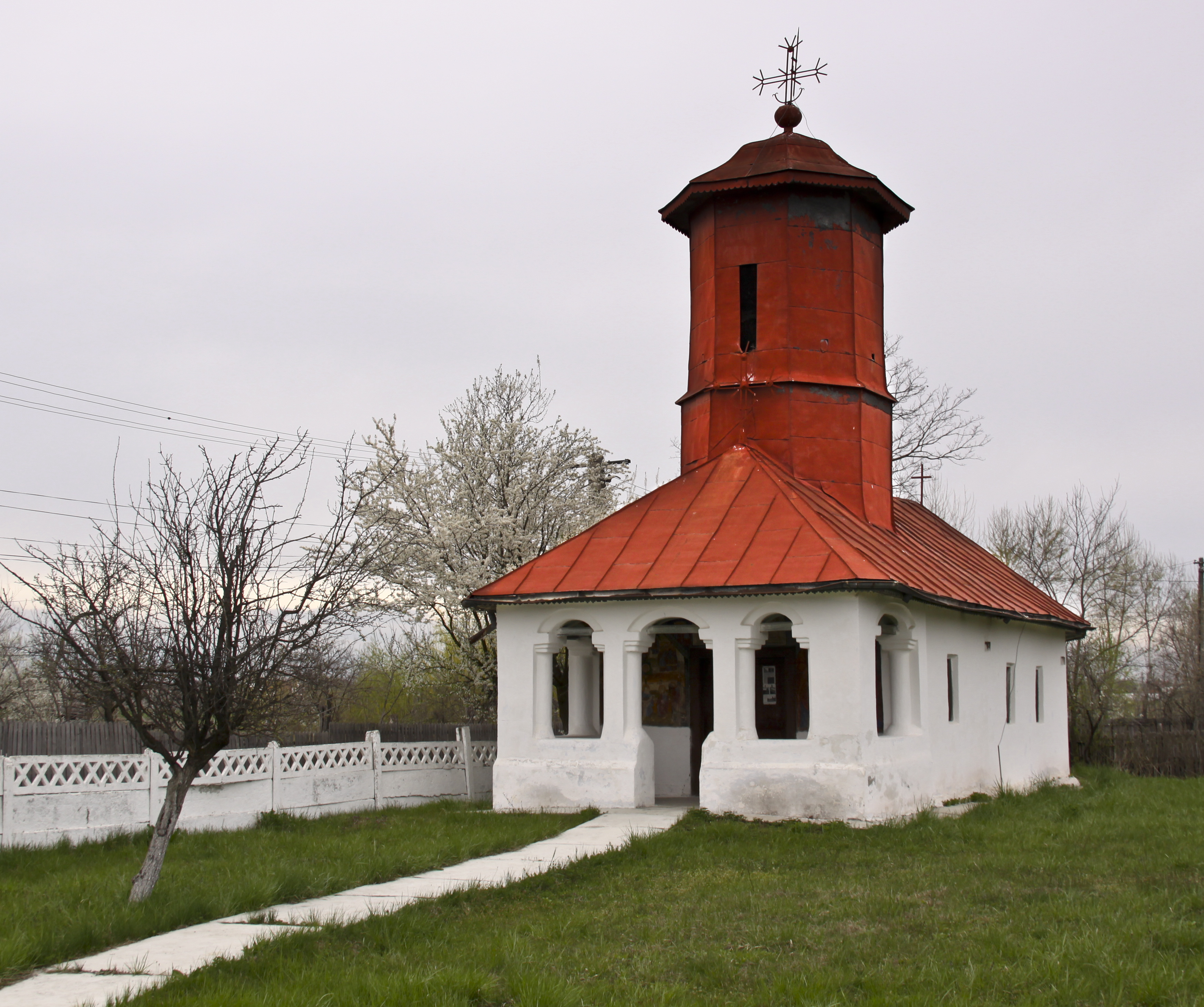
Biserica de lemn din Ceauşeşti, județul Argeș. Foto: aprilie 2011

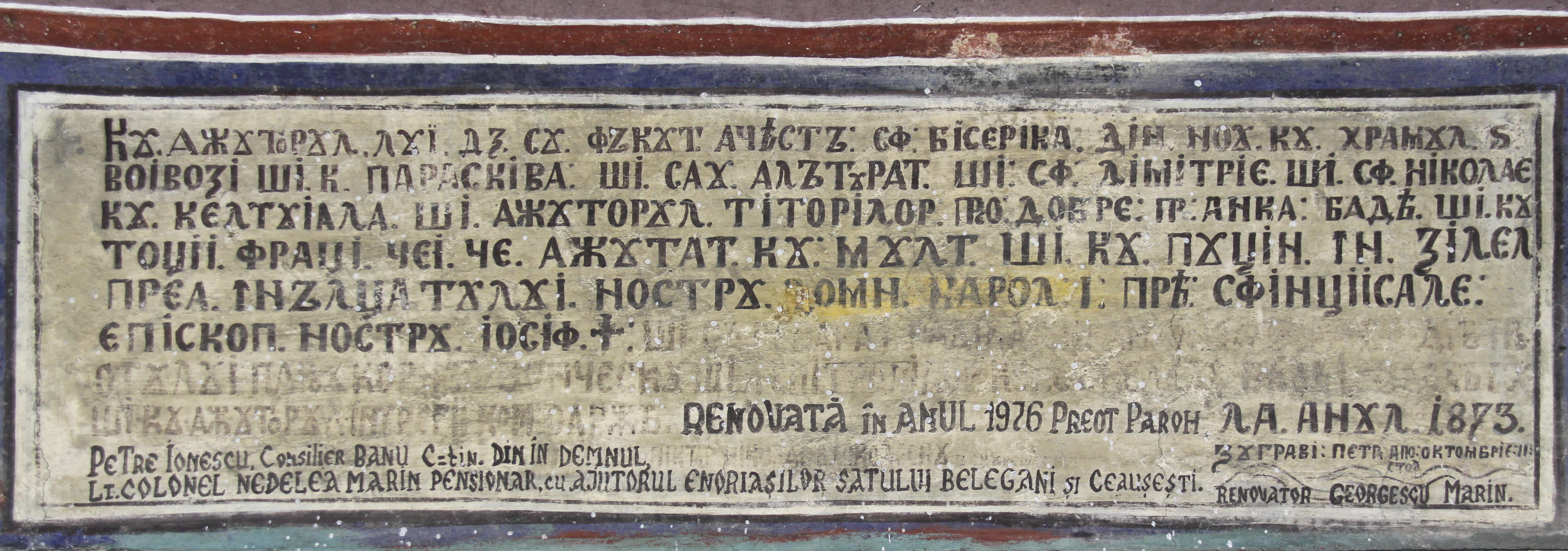
Pisania peste intrare de la 1873. Foto: aprilie 2011

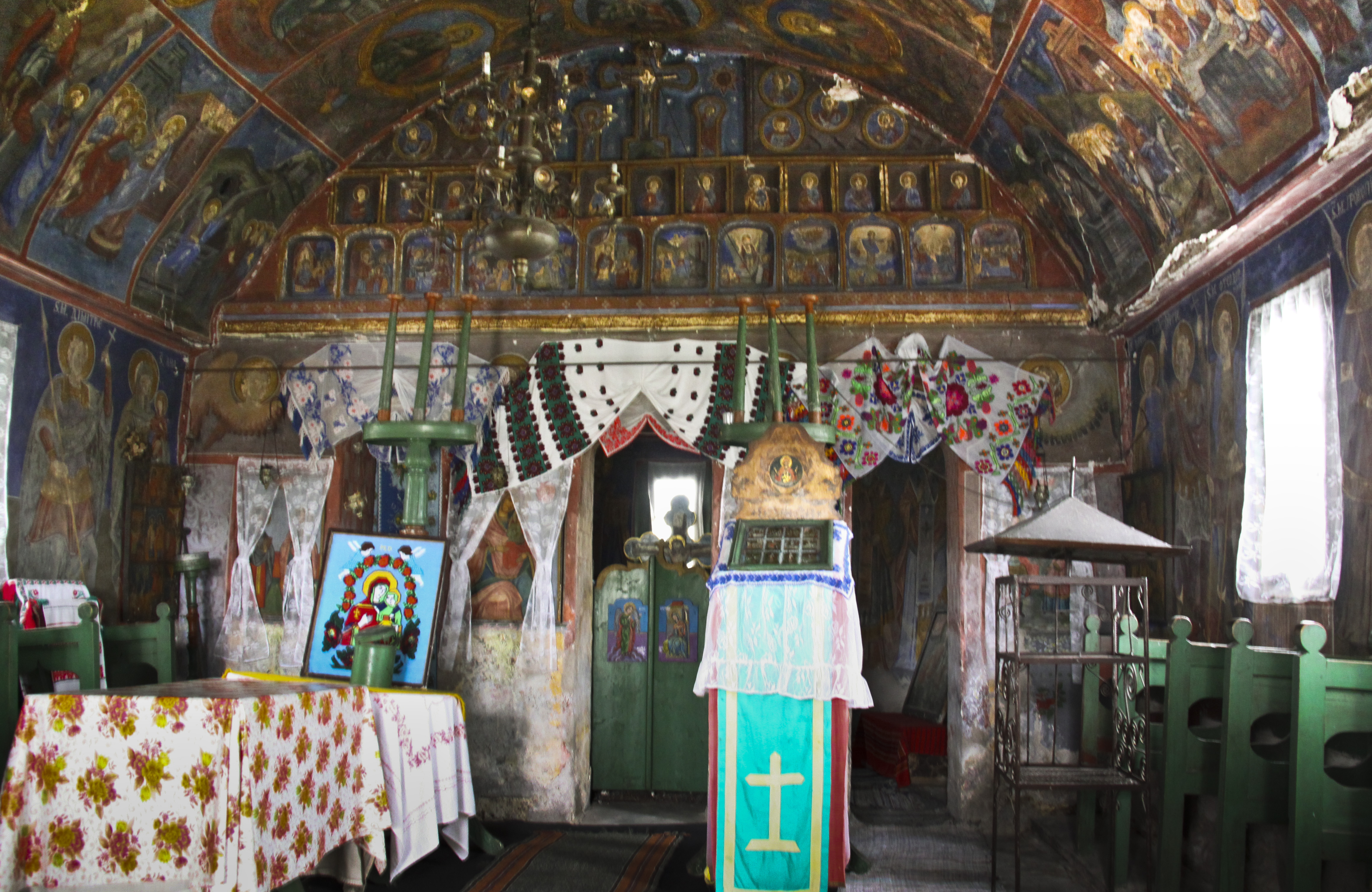
Interiorul naosului cu iconostasul de zid, pictat 1873. Foto: aprilie 2011

Biserica de lemn din Ceaușești-Ștefănești se află în cătunul Belegani, fost Ștefănești, localitatea Ceaușești, comuna Oarja, județul Argeș. Poartă hramurile mai vechi „Sfinții Voievozi” și „Cuvioasa Paraschiva”, și încă două mai noi, „Sfântul Dumitru” și „Sfântul Nicolae”. Poate fi relativ datată din secolul 18 sau începutul secolului 19. Asemănarea cu bisericile de zid a primit-o în urma unei renovări, în anul 1873. Planimetria altarului prezintă particularitatea decroșului doar pe o singură parte, fără retragere pe latura de nord, pentru a adăposti proscomidia. Pisania parțial ștearsă din pridvor este singurul izvor scris cunoscut al istoriei bisericii. Lăcașul lipsește de pe noua listă a monumentelor. 

## Istoric
Vechimea construcției nu se cunoaște. În lipsa documentelor, biserica se poate data relativ, cel mai probabil din secolul 18 sau începutul secolului 19. Pisania de la 1873 menționează o refacere a vechii biserici din Ștefănești și hramurile mai vechi.
Momentul renovării acestui lăcaș în forma pe care o prezintă azi a fost consemnat într-o pisanie peste intrare, scrisă în chirilice: „Cu ajutorul lui D[umne]z[eu] s[a]u făcut această sf[ântă] biserică din nou cu hramul S[finții] Voivozi și C[uvioasa] Paraschiva, și s-a alăturat și S[fântul] Dimitrie și S[fântul] Nicolae, cu cheltuiala și ajutorul titorilor: preo[t] Dobre, pr[eoteasa] Anca, Badea și cu toți frați[i], cei ce[-au] ajutat cu mult și cu puțin în zilel[e] prea înălțatului nostru Domn Carol I, preasfinții sale episcop[ul] nostru Iosif. Și s[a]u reparat ... [cu osâr]diea pretului paroh Corn.. ..ncescu și ... și cu ajutorul întregii com[une] Oarjea ... La anul 1873 octombrie 11, zugrav Petre [și] Apostol.”. Cu această ocazie, construcția a fost acoperită cu „ostrețe”, adică cercuită, și apoi tencuită, atât pe interior câtși pe exterior, cu scopul de a imita bisericile de zid din zonă. A fost adăugat pridvorul de zid și probabil turnul. Proscomidia de zid și iconostasul precum și întreaga zugrăveală interioară și exterioară datează de atunci.
Peste o parte mai ștearsă a pisaniei vechi au fost adăugate informații despre o reparație mai nouă: „Renovată în anul 1976 preot paroh Petre Ionescu, consilier Banu Constantin, din îndemnul loc. colonel Nedelea Marin pensionar, cu ajutorul enoriașilor satului Belegani și Ceaușești. Renovator Georgescu Marin.”
O însemnare de pe un afiș prins pe ușa bisericii surprinde informații despre ultima reparație exterioară: „Din mila lui Dumnezeu, cu binecuvântarea prea sfințitului episcop Calinic, sub îndrumarea părintelui paroh Gardin Marius și cu cheltuiala enoriașilor, s-a renovat la exterior și s-a împrejmuit cu gard 1998.”

## Trăsături
Lăcașul din Ceaușești-Ștefănești are aparent caracterul unei biserici de zid, pe care l-a primit intenționat după renovarea de la 1873. Sub tencuială se distinge însă o biserică de lemn caracteristică secolului 18, în linii mari încă ușor de recunoscut. Se pot face comparații cu bisericile de lemn din Cerșani Vale și Toplița, modificate și îmbrăcate cu tencuială în aceeași perioadă.
Construcția are planul alungit, împărțit de la vest la est în încăperi succesive: pridvor, tindă, naos și altar. Naosul și altarul sunt boltite. Altarul este îngustat numai pe latura de sud, pe latura de nord fiind lăsat mai larg pentru a cuprinde proscomidia, rezolvare ce amintește de biserica din Toplița.

## Imagini din exterior

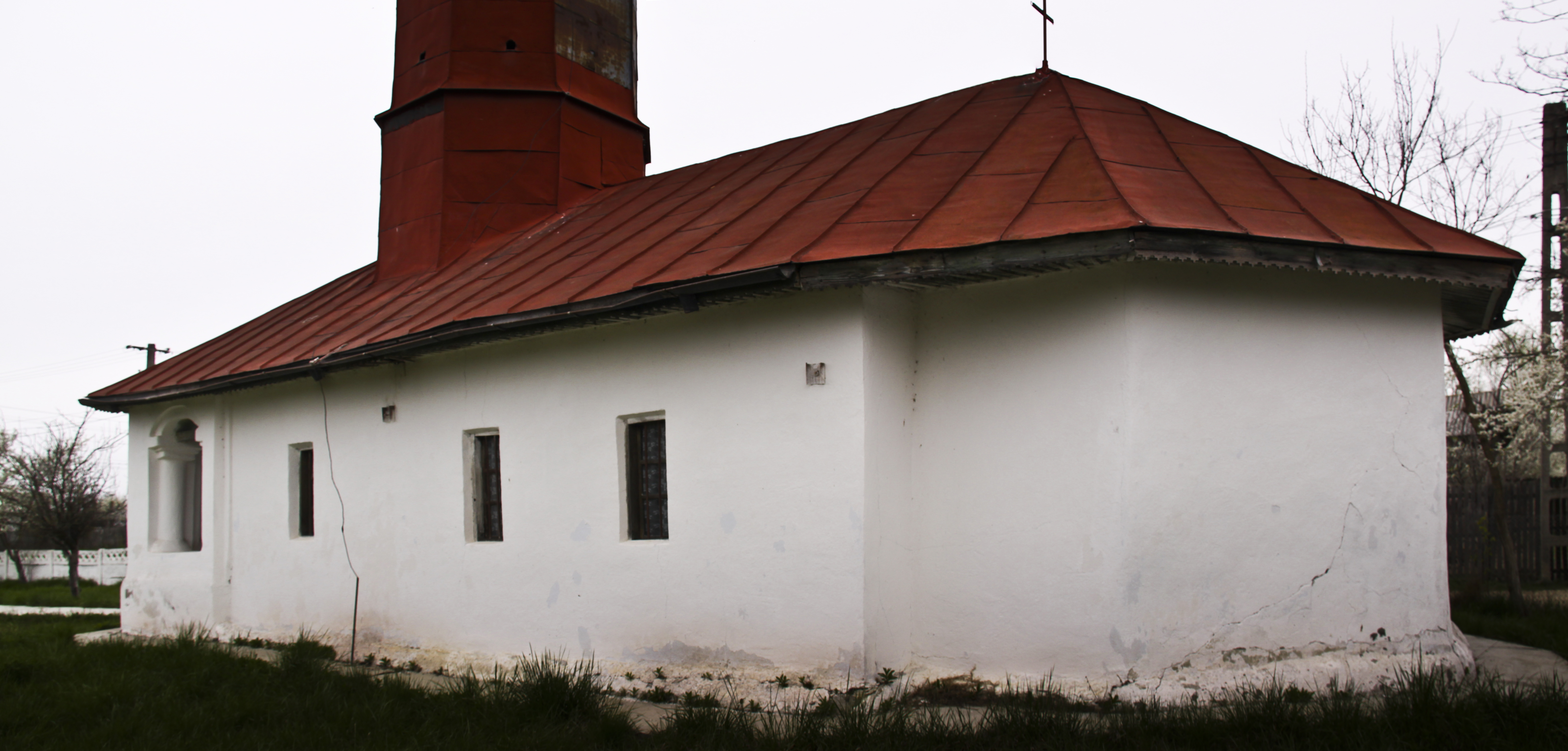
sud-est
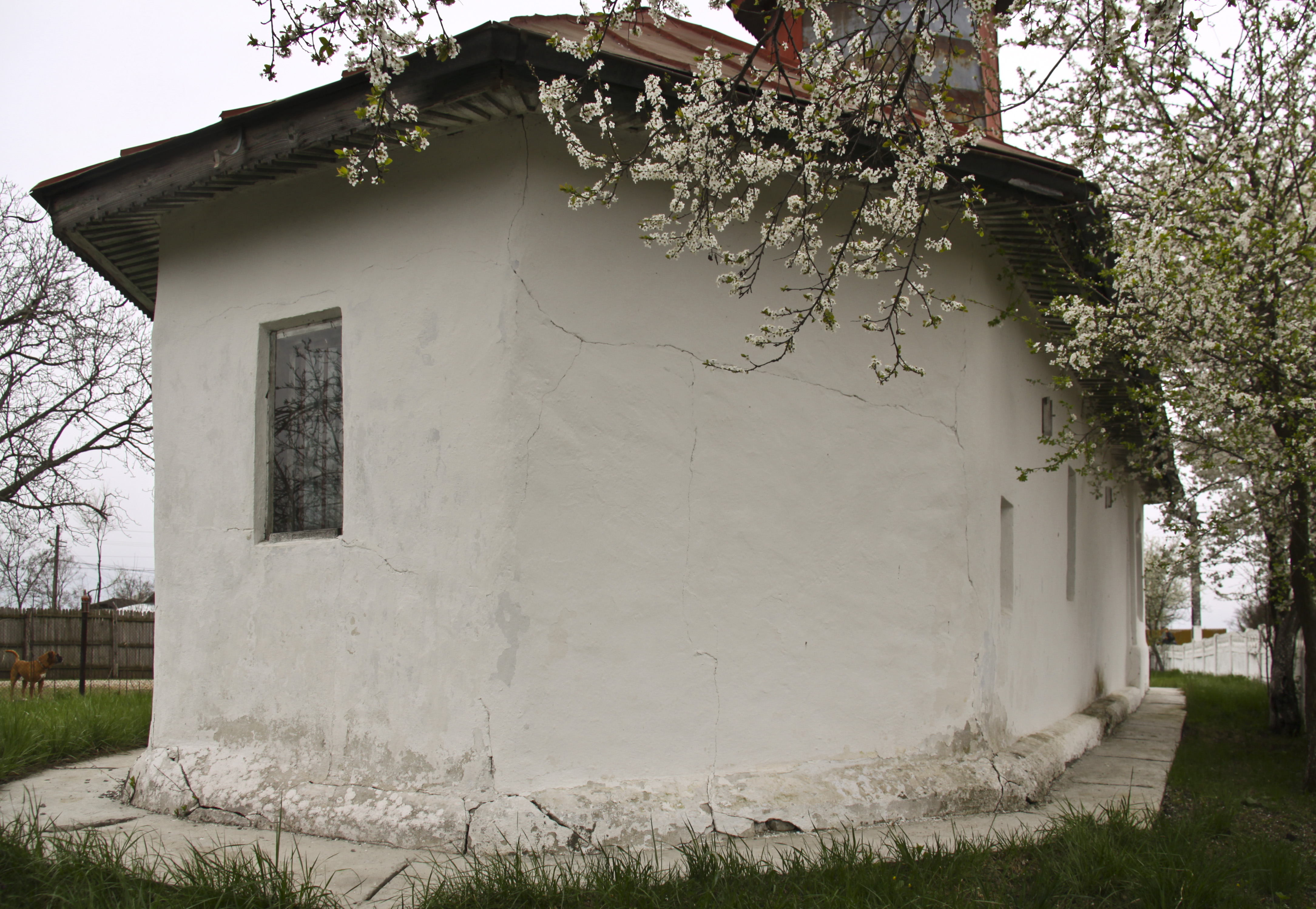
răsărit
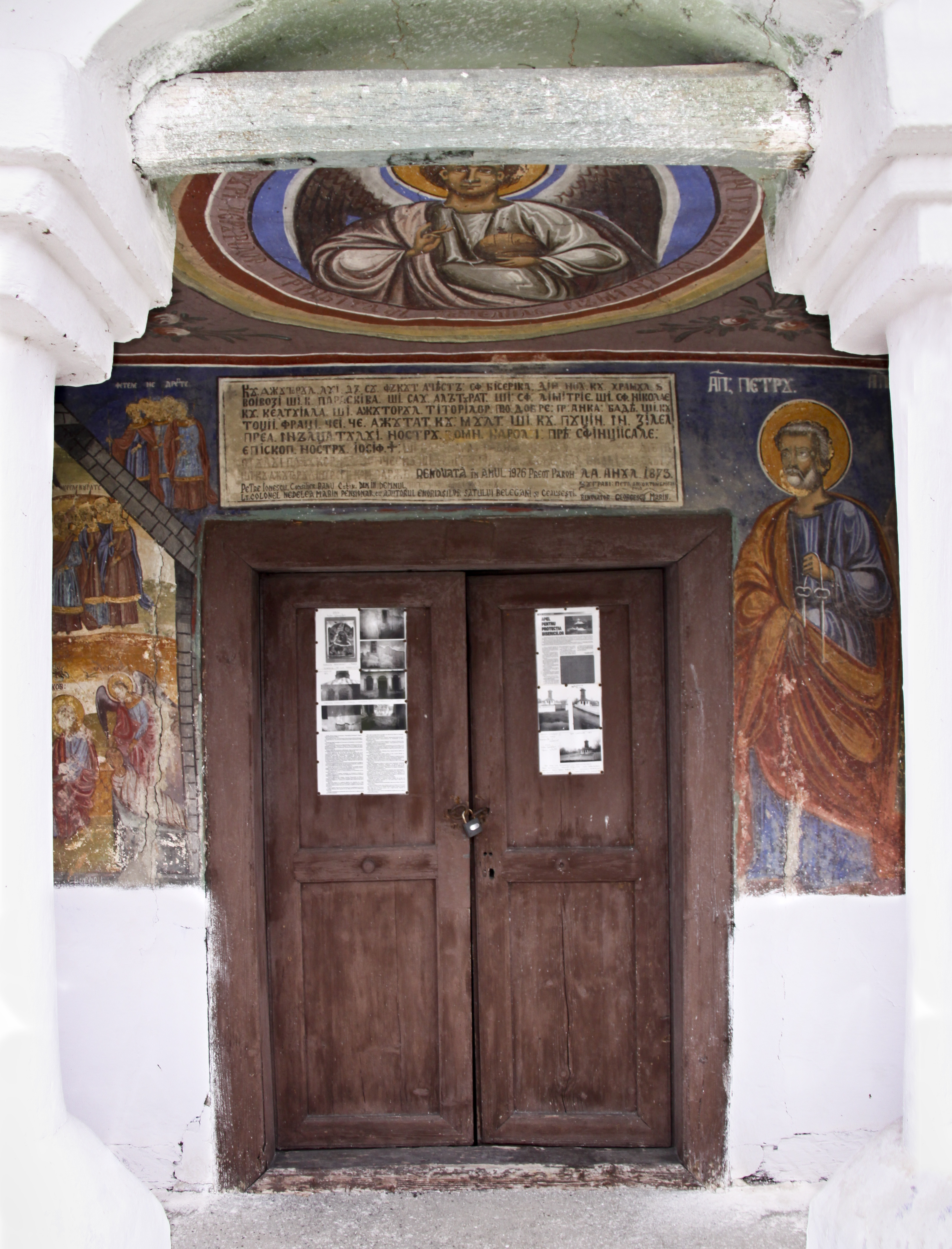
intrarea
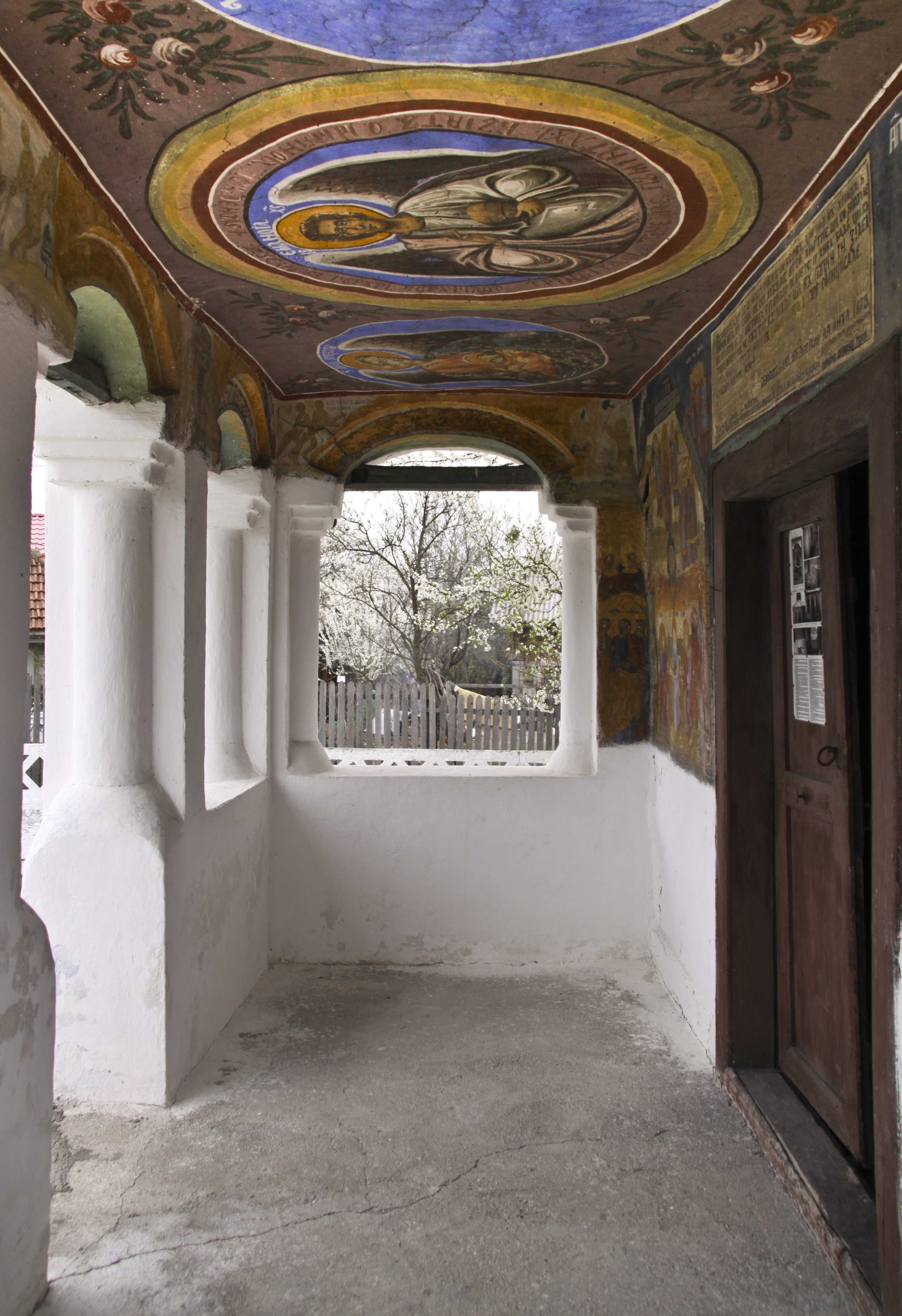
pridvorul
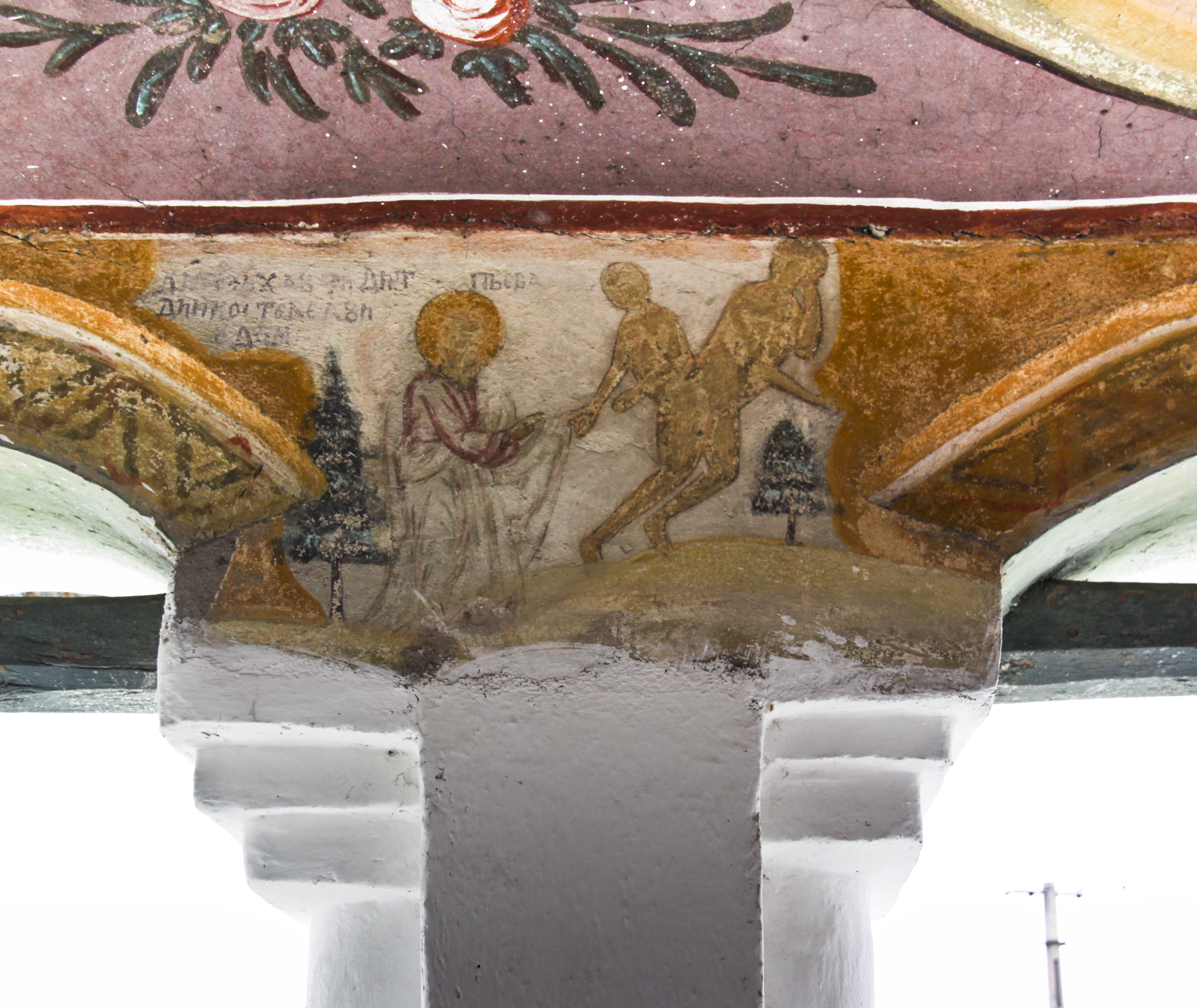
Facerea Evei

## Imagini din interior

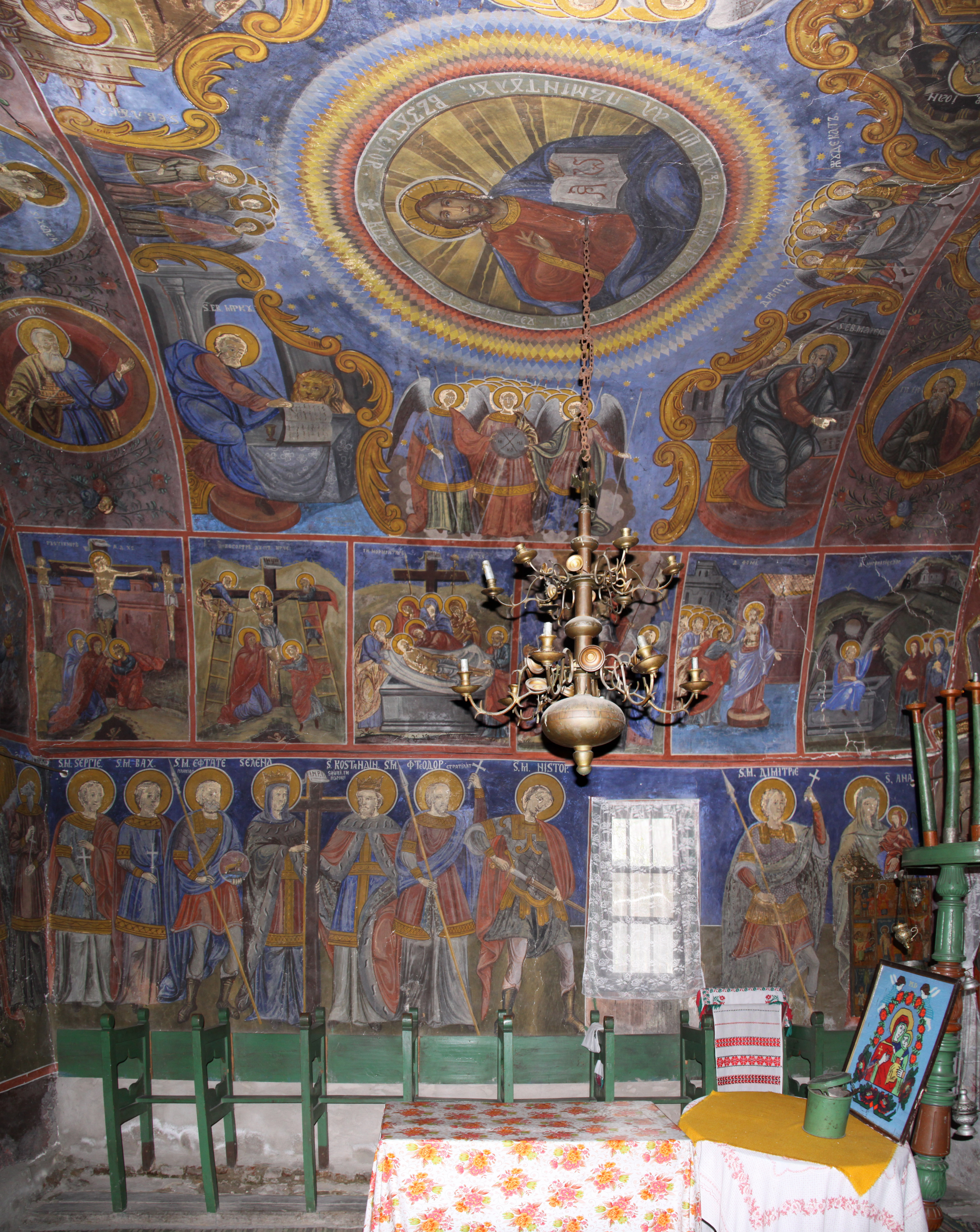
naos, nord
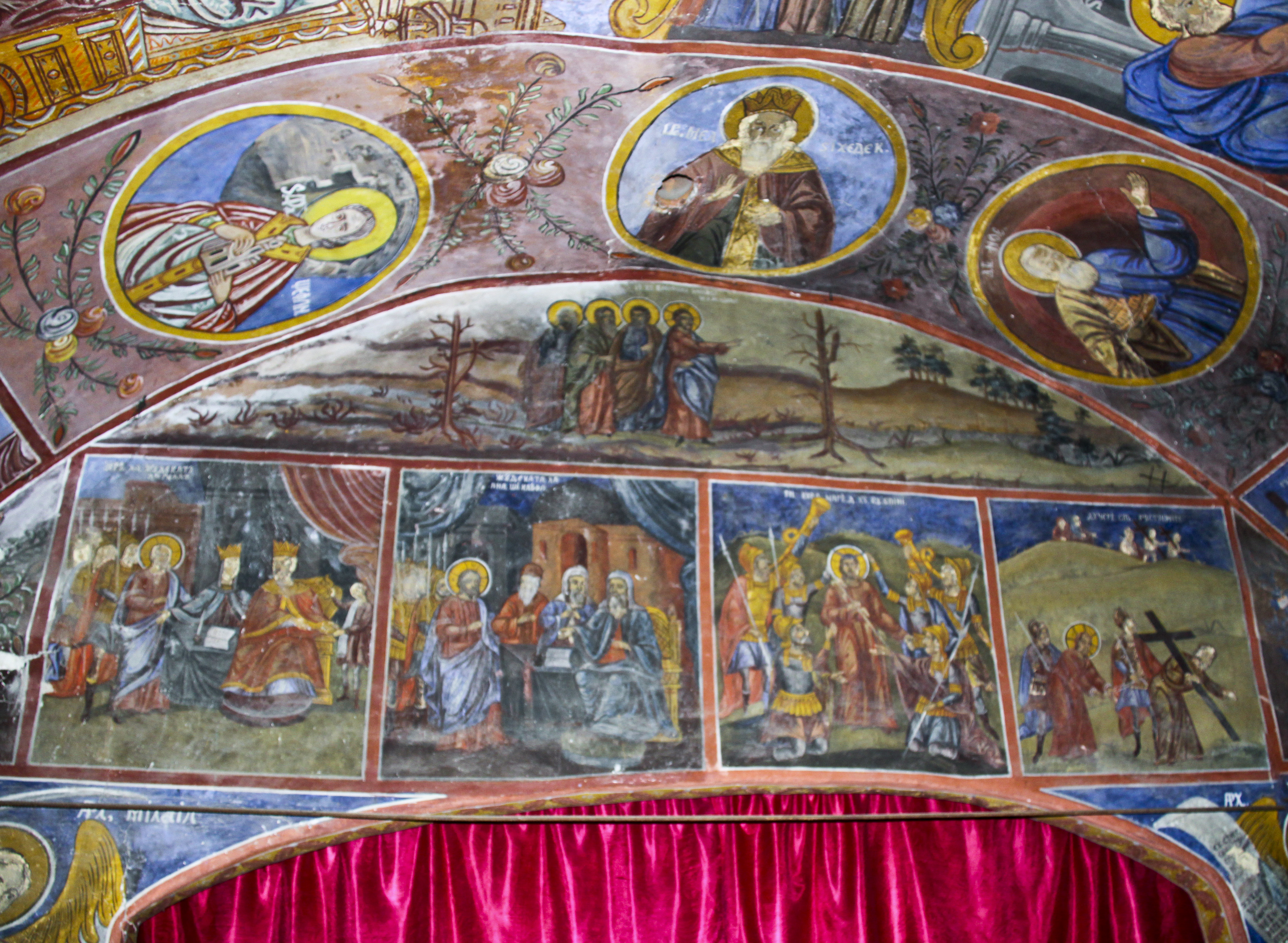
naos, vest
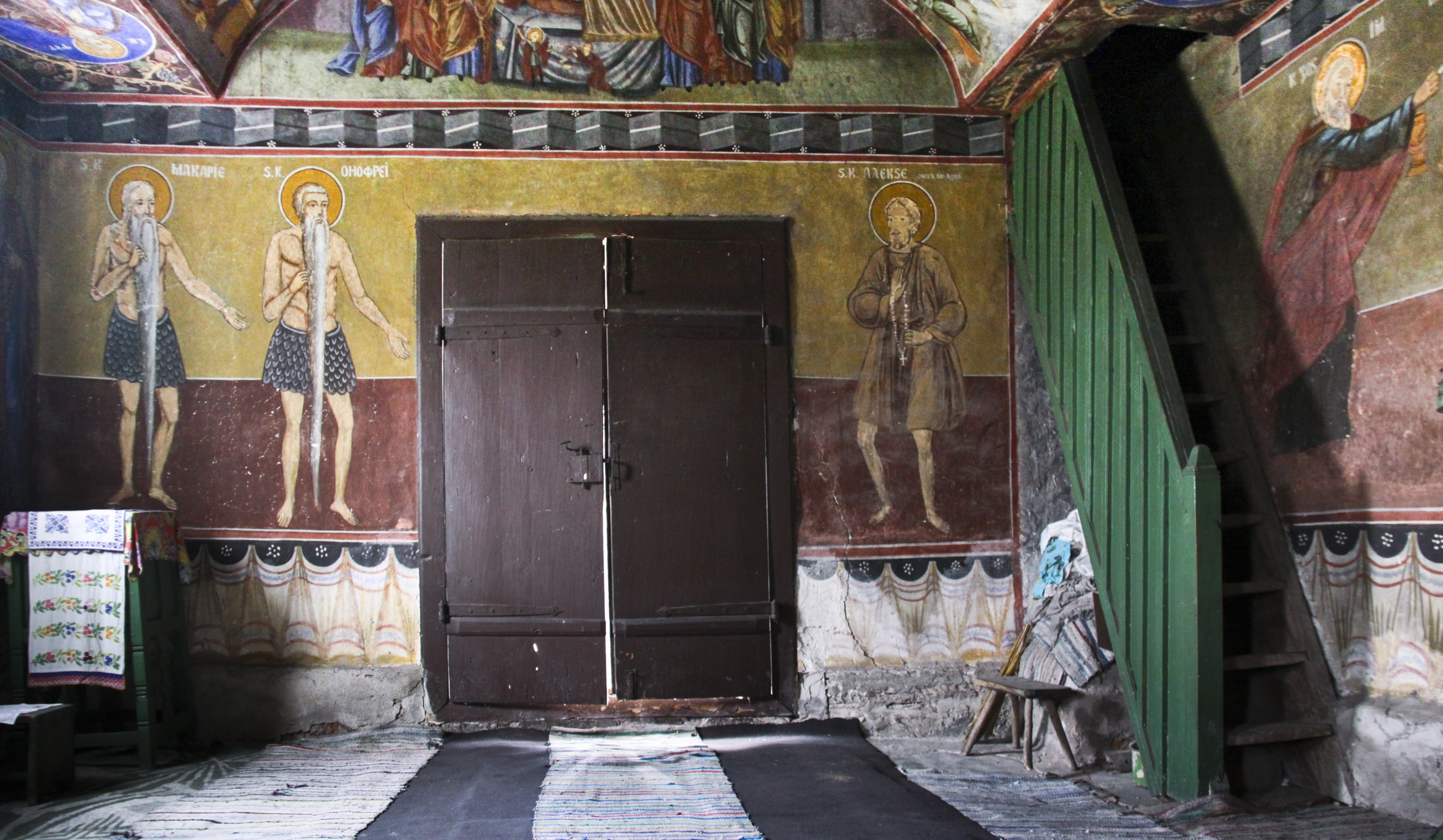
tinda, vest
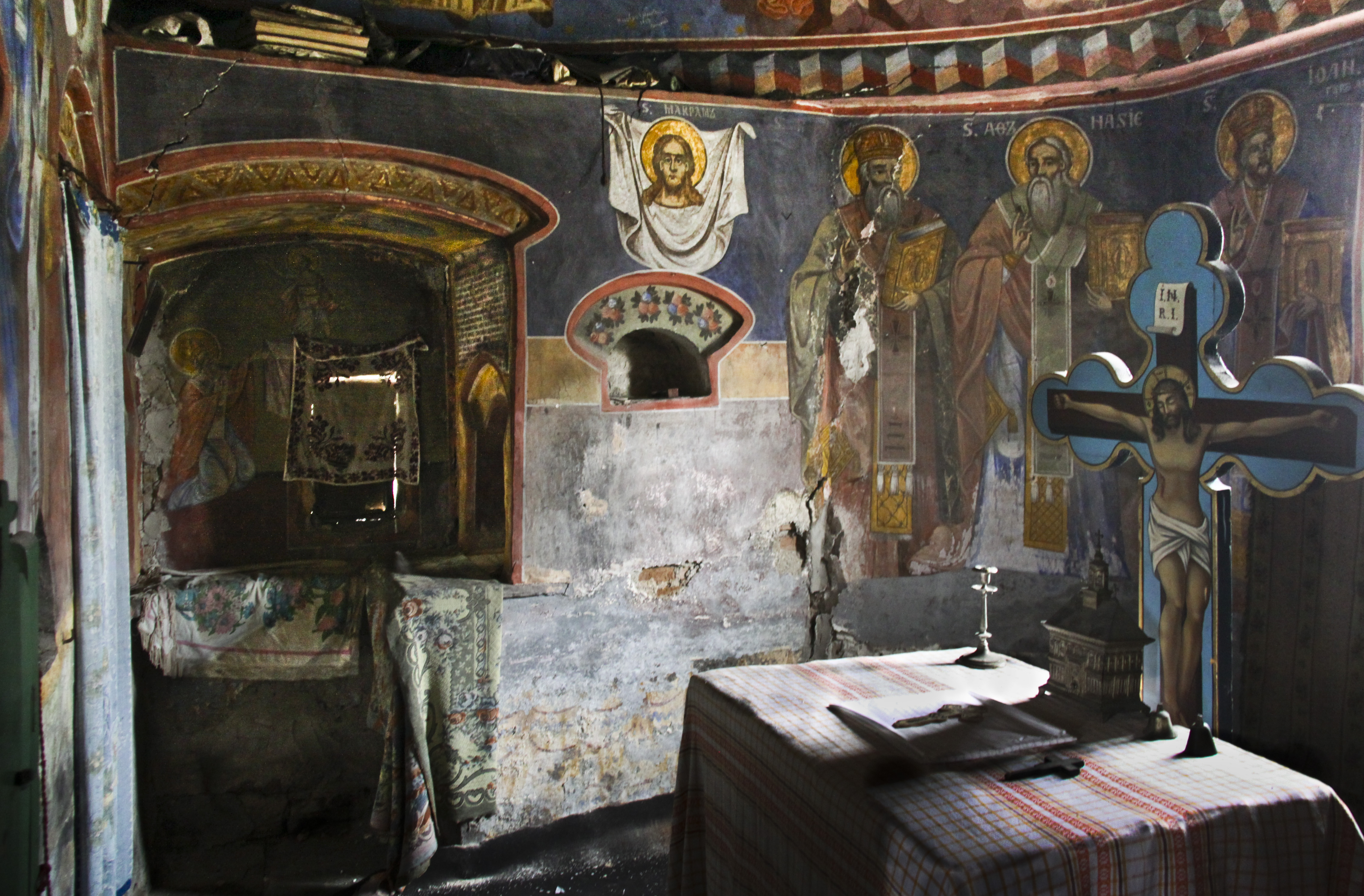
altar, proscomidia
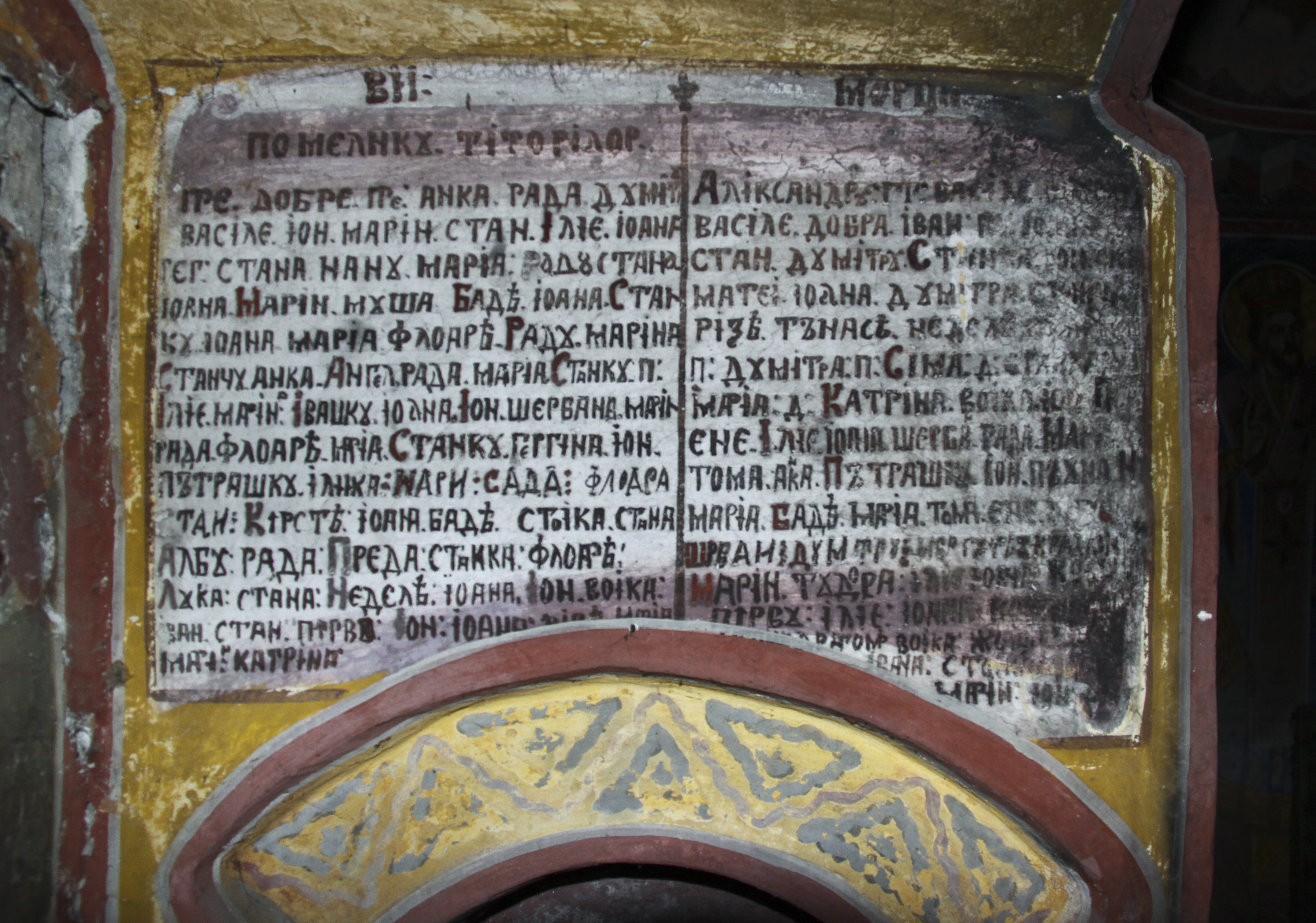
altar, pomelnicul 1873